# Oniwaban
O Oniwaban (御庭番, Guardião do Jardim) foi um grupo de funcionários ninja onmitsu do governo japonês estabelecido pela oitava Tokugawa Shogun, Tokugawa Yoshimune (1684-1751).

## História
Durante o período Edo, onmitsu (o termo significa um espião ou um detetive disfarçado) atuaram como agentes secretos de segurança e espionagem e principalmente das informações de inteligência, às vezes com ajuda de kobushikata, pequenos grupos de agentes de classe inferior trabalhando sob a supervisão ninja para Iga-ryū. O Oniwaban seguiu um rigoroso conjunto de regras que, em alguns casos, proibiu-os de se socializar com o público em geral.
Tokugawa Yoshimune  estabeleceu o Oniwaban como uma elite especial de cerca de 20 onimitsu originalmente escolhidos a dedo, fornecendo-lhe informações sobre daimyo, senhores feudais e funcionários do shogunato, enquanto também protegem funcionários de alto escalão do governo e agem como guardas de segurança no castelo de Edo.
Eles foram, possivelmente, aquartelados no jardim do castelo, daí o nome.